# Hans Friedrich Gadow
Hans Friedrich Gadow est un zoologiste allemand, né en 1855 et mort en 1928.

## Biographie
Il commence à proposer en 1892 dans la revue de la Zoological Society of London, sous le titre On the classification of birds, une nouvelle méthode de classification des oiseaux basée sur la comparaison de 40 critères. Gadow fait paraître avec Heinrich Georg Bronn (1800-1862) Die Klassen und Ordnungen des Thier-Reich, où ils décrivent des fossiles anciens ou modernes. Enfin, avec Alfred Newton (1829-1907), il écrit A Dictionary of Birds de 1893 à 1896.

## Source
- Bo Beolens et Michael Watkins (2003). Whose Bird ? Common Bird Names and the People They Commemorate. Yale University Press (New Haven et Londres).